# Iggy Azalea
Amethyst Amelia Kelly, được biết đến nhiều hơn với nghệ danh Iggy Azalea (/[invalid input: 'icon']əˈzeɪliə/; sinh ngày 7 tháng 6 năm 1990), là một rapper người Úc. Sinh ra ở Sydney và lớn lên ở Mullumbimby, cô chuyển đến sinh sống ở Mỹ vào năm 16 tuổi để theo đuổi sự nghiệp âm nhạc hip hop của mình và quyết định cư trú tại khu vực phía nam nước Mỹ. Cô đã nhận được sự công nhận từ công chúng sau khi ra mắt hai video âm nhạc cho những bài hát "Pu$$y" và "Two Times" trên kênh YouTube của mình. Vào năm 2012, cô ký hợp đồng thu âm với hãng thu âm Grand Hustle do rapper người Mỹ T.I. sáng lập, sau khi nhận được sự chú ý từ dự án lớn, đầu tiên của cô, Ignorant Art, một mixtape.
Album thu âm đầu tay của Azalea, The New Classic (2014), đứng trong top 5 của một vài bảng xếp hạng trên toàn thế giới và nhận được những nhận xét trung tính. Album đứng đầu bảng xếp hạng Top R&B/Hip-Hop Albums của Billboard, làm cho Azalea trở thành rapper nữ không phải là người Mỹ đầu tiên đạt đến đỉnh cao trong bảng xếp hạng. Đi trước album đó là đĩa đơn "Work" của cô, và cho ra đời đĩa đơn "Fancy" đứng đầu bảng xếp hạng Billboard Hot 100 của Mỹ. Azalea góp mặt trong đĩa đơn "Problem" của Ariana Grande, đĩa đơn đứng ở vị trí thứ hai, sau "Fancy" ở vị trí thứ nhất; Azalea tham gia nhóm The Beatles nhằm mục đích được xếp hạng thứ nhất và thứ hai đồng thời cùng với hai hạng mục thuộc bảng xếp hạng Hot 100 đầu tiên của họ. Cô nhận được ba hit hàng đầu cùng một lúc trên bảng xếp hạng Hot 100 với những ca khúc đã nêu trên cùng với đĩa đơn thứ năm của album, "Black Widow", vào cuối năm đó.

## Thời thơ ấu

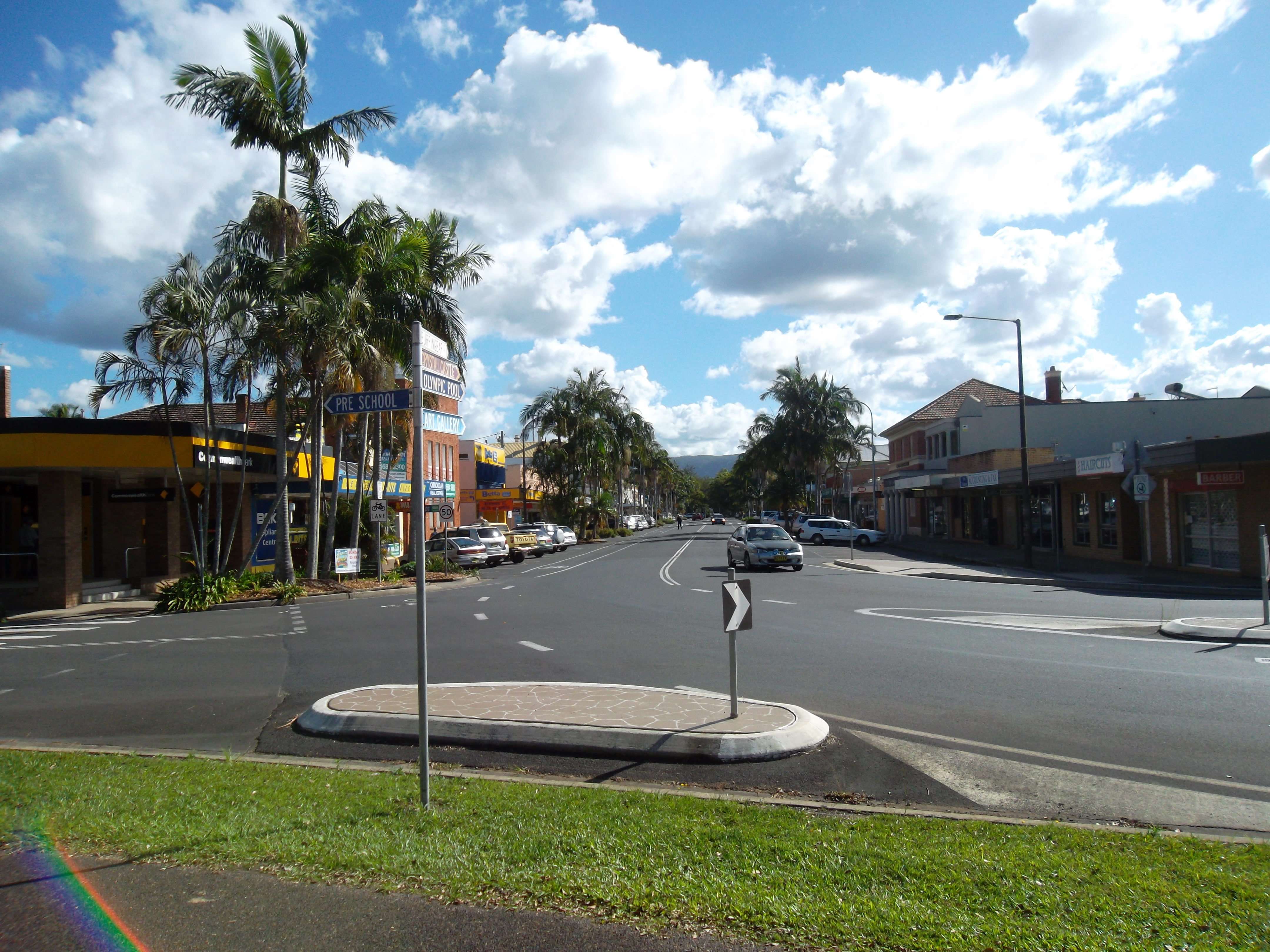
Azalea lớn lên ở Mullumbimby, New South Wales

Amethyst Amelia Kelly được sinh ra ở Sydney và lớn lên ở Mullumbimby, New South Wales. Bố cô, Brendan Kelly, là một họa sĩ Úc gốc Châu Âu và cũng là một nghệ sĩ truyện tranh, trong khi đó mẹ cô, Taya, làm lao công lau dọn các nhà nghỉ và khách sạn. Azalea sống trong một ngôi nhà bằng gạch bùn do ba cô xây dựng, được bao quanh bởi 5 héc-ta (12 mẫu Anh, tương đương khoảng 48,000 m²) diện tích đất liền. Theo lời kể của Azalea, cô có dòng dõi nguồn gốc Aboriginal (tức thổ dân châu Úc): "Gia đình tôi đến Úc trên chiếc thuyền Hạm đội 1. Gia đình tôi đã sinh sống ở nước này trong một khoảng thời gian dài, hơn 100 năm. Nếu gia đình bạn đã sống ở Úc một thời gian dài, chắc hẳn mọi người đều có một chút [dòng máu thổ dân Úc]. Tôi biết gia đình có rồi vì chúng tôi có một tình trạng về mắt mà chỉ thổ dân Úc có." Azalea cũng đề cập đến chuyện bố cô "làm cô nhìn nhận [nghệ thuật] như một thiếu niên", chính điều này luôn luôn ảnh hưởng cuộc sống và công việc của cô. Cô bắt đầu hát rap từ năm 14 tuổi.
 Trước khi bắt tay vào sự nghiệp solo của mình, Azalea thành lập một nhóm cùng với hai cô gái hàng xóm khác: "Tôi cứ nghĩ rằng, tôi có thể sẽ là một rapper. Giống hệt như TLC vậy. Tôi sẽ là Left Eye." Rốt cuộc, Azalea quyết định giải tán nhóm nhạc vì những cô gái kia không làm việc nghiêm túc: "Tôi làm mọi thứ đều rất nghiêm túc. Tôi rất cạnh tranh với người khác."
Theo đuổi ham muốn chuyển sang sinh sống ở Mỹ, Azalea bỏ học khi đang học trung học. Cô đi làm và tiết kiệm tiền cô dành dụm được bằng việc lau dọn phòng khách sạn và nhà nghỉ cùng mẹ cô. Cô tuyên bố rằng cô đã từng rất ghét trường học, bên cạnh lớp học Mỹ thuật, chỉ làm cô khổ sở thêm. Cô cũng nói rằng cô từng không có bạn bè chơi cùng và hay bị trêu chọc vì trang phục tự chế của mình. Azalea sang Mỹ vào năm 2006, ngay trước khi cô tròn 16 tuổi. Cô nói với bố mẹ rằng cô đang "đi nghỉ" với một người bạn, nhưng thực chất cô quyết định sống ở đây và ngay sau đó báo lại với bố mẹ rằng mình sẽ không về nhà nữa: "Con bị cuốn vào đất nước Mỹ vì con càm thấy mình như một kẻ ngoài cuộc ở ngay chính đất nước mình, con rất yêu hip-hop, và Mỹ lại là cái nôi của nó, vì thế con đã nghĩ nếu mình càng tiếp cận gần hơn với âm nhạc, con sẽ thấy mình thêm vui vẻ hơn nhiều. Con đã đúng." Cô nhớ lại, "Mẹ tôi đã khóc, nói, "Bảo trọng con nhé." Lúc đó tôi nghĩ, "Mình đi một mình thôi à. Chắc hồi đó mình bị điên quá!"." Sau khi cô đến Mỹ, cô nhận được GED; và cư trú ở đất nước này hơn 6 năm và được miễn visa, quay trở về Úc ba tháng một lần để làm mới. Azalea từng làm việc ở Mỹ một cách bất hợp pháp cho đến tháng 2 năm 2013, khi cô được cấp O visa hạn 5 năm sử dụng.

## Sự nghiệp âm nhạc

### 2006–2011: Khởi đầu sự nghiệp ở Mỹ
Khi cô lần đầu đặt chân đến đất Mỹ vào năm 2006, cô sinh sống ở Miami, Florida, và sau đó chuyển sang sinh sống ở gần Houston, Texas. Azalea định cư ở Atlanta, Georgia, làm việc cùng với một thành viên của nhóm nhạc Dungeon Family có tên là Backbone. Trong khoảng thời gian đó, cô được gặp những người sẽ cùng hợp tác với mình trong tương lai, FKi và Natalie Sims. Cô lấy nghệ danh từ tên của chú chó cô nuôi hồi còn nhỏ, Iggy và con đường nơi cô lớn lên, Đường Azalea, nơi mà gia đình cô sinh sống đến tận ngày nay. Cô nói rằng mọi người sẽ cười vào cô vì "họ nghĩ cô rap rất dở." Nhưng sau khi lớn lên trong sự cười chê, cô đã có thể coi việc đó là không quan trọng nữa. Trong khi đó, cô đã gặp một người nào đó từ Interscope Records. Người đó đã khuyên cô nên chuyển đến Los Angeles sống; và vì thế vào mùa hè năm 2010, cô quyết định làm vậy. Sau này, cô được quản lý bởi hãng Interscope.
Vào ngày 27 tháng 9 năm 2011, Azalea phát hành dự án dài đầy đủ đầu tiên của cô, một mixtape có tựa đề Ignorant Art, nói rằng cô làm nó "với ý định làm cho người khác thắc mắc và định nghĩa lại những lý tưởng đã cũ". Bài hát "Pu$$y" của cô nằm trong mixtape và có sự góp mặt của YG, Joe Moses, Chevy Jones và Problem. Vào tháng 11 năm 2011, cô ra mắt một video âm nhạc cho bài hát "My World" của cô, đạo diễn bởi Alex/2tone. Video có sự góp mặt của các khách mời từ diễn viên đến cựu đô vật Tiny Lister, thu hút được nhiều sự chú ý do có sự gia tăng của lượt xem. "Đáng lẽ là nó phải có, giống như là tất cả những điều nực cười của một video thập kỷ 90 tốn nhiều ngân sách, nhưng sau đó lại bị giảm đi rồi xong luôn," Azalea nói về video. Vào tháng 12 năm 2011, Azalea tuyên bố rằng cô sẽ ra mắt album phòng thu đầu tay của cô, có tựa đề The New Classic, miễn là cô ký được hợp đồng với một hãng thu âm: "Khi nào điều đó được dọn dẹp sạch sẽ và tôi đã nghĩ ra một loại âm thanh thích hợp và hướng đi cho album này, tôi sẽ có thể biết được những nghệ sĩ nào sẽ cùng với tôi tạo ra một sản phẩm hợp tác mạnh mẽ". Vào ngày 11 tháng 1 năm 2012, Azalea phát hành video âm nhạc cho bài hát "The Last Song", video thứ ba từ Ignorant Art. Trong một cuộc phỏng vấn với Billboard, ra mắt vào ngày 27 tháng 1, Azalea đã gợi ý về việc cô sẽ ký hợp đồng với hãng Interscope Records, đồng thời tiết lộ thêm về những hy vọng của cô về việc phát hành The New Classic vào tháng 6, và cho ra mắt đĩa đơn đầu tiên và cũng là đĩa đơn đầu tiên của album vào tháng 3.

### 2012: Vấn đề về hãng đĩa vàGlory
Azalea đã liên hệ với rapper nhạc Southern T.I., về hướng đi mới của album đầu tay của cô. T.I. được chọn là giám đốc sản xuất của The New Classic, ngay sau một cuộc điện thoại mà hai người đã có. Vào lúc đó, Azalea đang nhắm tới một phiên bản phát hành mùa hè cho The New Classic: "Hy vọng rằng nếu mọi thứ đều đúng kế hoạch, thì album của tôi sẽ phát hành vào tháng 6 và tôi sẽ thu âm nó vào cuối tháng." Tuy nhiên, sau khi hãng Interscope không đồng ý cho T.I. trở thành một thành phần luôn liên tục phát triển trong thỏa thuận của cô, Azalea quyết định không ký hợp đồng và vẫn tiếp tục ký hợp đồng với Grand Hustle Records một cách độc lập, cho đến khi album của cô được phát hành, việc ký hợp đồng ấy đã bị hoãn lại. Vào đầu năm 2012, Azalea được góp mặt trong phần bìa của tạp chí XXL.

## Danh sách đĩa nhạc
- Glory (2012)
- The New Classic (2014)

## Lưu diễn
- The New Classic Tour (2014)